# Отряд специального назначения «Римон»
Римон («Гранат») — спецподразделение антитеррористического характера в составе пехотной бригады «Гивати», дислоцируемое на границе с Египтом и Сектором Газа.
Создано в 2010 году по итогам операции «Литой свинец» для ведения войны в пустыне. До середины 2015 г. входило в состав разведывательного батальона бригады «Гивати» и подчинялось командованию Южного округа. 6 июля пресс-служба Армии обороны Израиля сообщила о решении объединить четыре элитных подразделения специального назначения в бригаду «коммандос», в том числе и «Римон».
В ходе операции «Нерушимая скала» «Римон» участвовал в ликвидации туннелей на территории сектора Газа ещё до начала наземной стадии. За эту успешную операцию подразделение получило знаки отличия начальника генерального штаба и командующего округом.
В июне 2018 было переведено в подразделение Маглан.